# 흑삼릉속
흑삼릉속(黑三稜屬)은 부들과에 속하는 속이다. 2003년의 APG II 분류 체계에서는 “흑삼릉과”(Sparganiaceae)의 ‘흑삼릉속’으로 분류하였으나, 최근에는 부들과의 속으로 분류하고 있다.

## 분포
주로 북반구의 온대·아한대 습지에 분포하고 있으며 세계적으로 약 20종 정도가 알려져 있는데, 한국에는 흑삼릉 등의 3-4종이 분포하고 있다.

## 특징
땅 속에 뿌리줄기가 있는데 여기에서 주경이 뻗어나온다. 잎은 어긋나게 달려 곧게 뻗거나 수면에 뜬다. 잎의 밑부분은 잎집이 된다. 꽃은 모여서 공 모양의 두상꽃차례를 이루는데,그들은 다시 총상 또는 원추상으로 배열된다. 아래쪽 두상꽃차례는 암꽃만으로 이루어걱 있는 반면, 위쪽 것은 수꽃만으로 이루어져 있다. 암꽃과 수꽃은 모두 3-6개의 꽃받침을 가지고 있다. 씨방은 크고 작은 2개 또는 3개의 심피로 이루어져 있는데, 1개의 씨만이 열매를 맺는다. 그러나, 백악기의 화석 식물은 5개의 심피로 이루어져 있다. 1개 또는 2개의 암술머리가 있는데, 이들은 열매가 형성된 후에도 계속 남아 있다. 열·매늘 견과로, 바깥쪽의 과피는 부드러운 스폰지 모양인 데 비해 안쪽은 딱딱하다. 발아시에는 씨껍질의 일부가 뚜껑 모양으로 벗겨진다.

## 종
- Sparganium americanum
- Sparganium androcladum
- Sparganium angustifolium
- Sparganium antipodum
- Sparganium emersum
- 흑삼릉 (Sparganium erectum)
- Sparganium eurycarpum
- Sparganium fallax
- Sparganium fluctuans
- Sparganium glomeratum
- Sparganium gramineum
- Sparganium hyperboreum
- Sparganium minimum
- Sparganium natans
- Sparganium ramosum
- Sparganium stenophyllum
- Sparganium stoloniferum
- Sparganium subglobosum